# عملیات مونشن
عملیات مونیخ، عملیات مونشن (رومانیایی: Operațiunea München) نام رمز رومانیایی تهاجم مشترک آلمان و رومانی در طول تهاجم آلمان به اتحاد جماهیر شوروی در جنگ جهانی دوم، با هدف اصلی بازپس‌گیری بیسارابیا، بوکوفینای شمالی و منطقه هرتسا بود که یک سال قبل توسط رومانی به اتحاد جماهیر شوروی واگذار (اشغال بیسارابیا و بوکوفینای شمالی توسط شوروی) شد.